# پرواز شماره ۵۲۶ای پان امریکن
پرواز شماره ۵۲۶ ای پان امریکن (به انگلیسی: Pan Am Flight 526A) یک پرواز شرکت پان امریکن از سان خوآن، پورتوریکو به مقصد نیویورک، ایالات متحده آمریکا بود که در آن ۶۴ مسافر و ۵ خدمه حضور داشتند، در تاریخ ۱۱ آوریل ۱۹۵۲ در فرودگاه فرناندو لوییس ریباس دومینیسی دچار سانحه شد و ۵۲ نفر جان باختند.